# Vršovice (Praag)

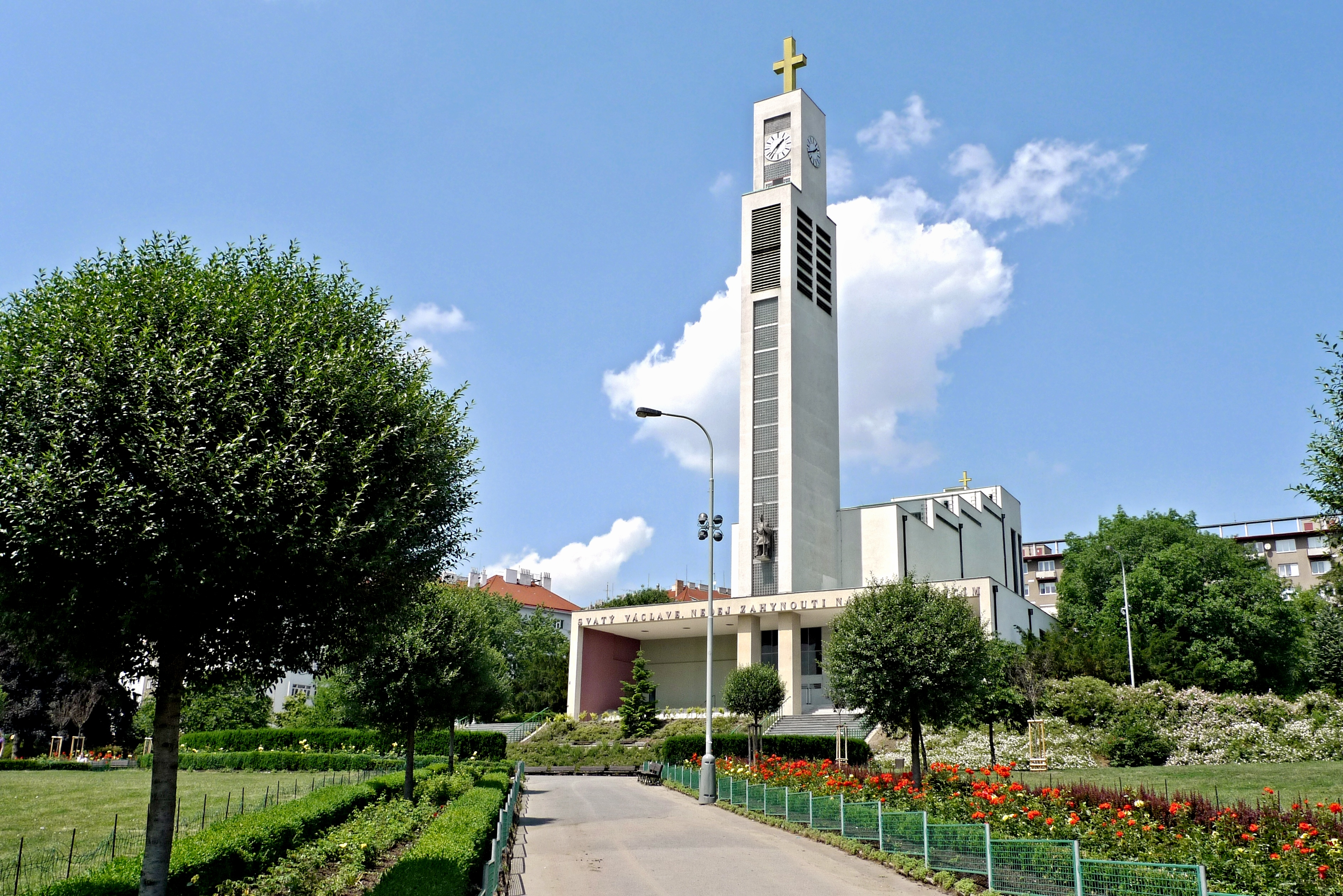
De Sint-Wenceslauskerk in Vršovice

Vršovice is een wijk in de Tsjechische hoofdstad Praag. Het oorspronkelijke dorp hoort sinds het jaar 1922 bij de gemeente Praag. Tegenwoordig is de wijk onderdeel van het gemeentelijke district Praag 10. Vršovice heeft 38.707 inwoners (oktober 2006). Met een bevolkingsdichtheid van 31.211 inwoners per vierkante kilometer is het een van de meest dichtbevolkte wijken van de stad. Door de wijk loopt het riviertje de Botič.
De Fortuna arena, de thuisbasis van voetbalclub Slavia Praag met plaats voor 21.000 toeschouwers, is gevestigd in Vršovice. Ook het stadion Ďolíček van FC Bohemians 1905 Praag (met een capaciteit van 6.000) staat in de wijk.
In Vršovice ligt het spoorwegstation Praha-Vršovice, van waaruit treinverbindingen worden geboden met onder andere het Praagse hoofdstation en gebieden ten zuiden van de stad zoals de stad Benešov.
Vršovice is samen met Žižkov een van de opkomende wijken. Veel oude panden worden gerenoveerd in originele staat. Aan de overkant van het Slavia-stadion (Fortuna arena) ligt een groot winkelcentrum (Eden genaamd) met diverse winkels.